# 也門王國
也門王國（羅馬化：al-Mamlakah al-Yamanīyah），全稱也門穆塔瓦基利亞王國（羅馬化：al-Mamlakah al-Mutawakkilīyah al-Yamanīyah），是1918年—1962年位于阿拉伯半岛西南部（今也門北部）的一個君主制国家。其原為鄂圖曼帝國領土；1918年，鄂圖曼帝國於一戰戰敗后，也門王国趁机獨立建国。也门王国由伊斯兰教什叶派教长叶海亚·穆罕默德·哈米德丁建立，他统治北也门长达近半个世纪（自独立前的1904－1948年），所以又稱「伊瑪目國」。
1962年9月，以阿卜杜拉·薩拉勒為首的共和派軍官發動政變推翻君主制，並建立阿拉伯也门共和國。北也门内战隨即爆發，王室在沙特阿拉伯支持下成立流亡政府，並继续抵抗埃及支持的共和派達8年之久。
1970年12月1日，保王派殘部与共和派簽署停火並达成和解，王室成员及保王派成員全數获共和国政府特赦，北也门内战宣告结束，也门王国至此正式灭亡。

## 历代国旗
- （1918年—1923年）
- （1923年—1927年）
- （1927年—1962年）